# EuroCup
De EuroCup (officieel ULEB 7DAYS EuroCup), (vroeger de ULEB Cup) is de op een na hoogste Europese basketbalbeker op clubniveau (volgens ULEB). De beker is te vergelijken met de Europa League in het voetbal. De ULEB Cup werd voor het eerst georganiseerd in het seizoen 2002/2003 en kan beschouwd worden als de opvolger van de Korać Cup en de Saporta Cup. De ULEB Cup is genoemd naar de inrichtende organisatie ULEB, de Union des Ligues Européennes de Basket-ball (Vereniging van Europese basketballiga's). Sinds de oprichting van de Basketball Champions League door FIBA Europe in 2016, is er discussie over welke competitie de op een na hoogste is in het Europese basketbal.
Ieder jaar strijden 24 clubs uit de 'tweede' categorie van Europa om een plaats in de finale van de ULEB Cup. De absolute top van Europa speelt in de EuroLeague, vergelijkbaar met de UEFA Champions League bij het voetbal. De ploegen worden onderverdeeld in vier groepen van zes en spelen allen een thuis- en een uitwedstrijd tegen elkaar. De top vier van iedere groep (16 in totaal) kwalificeert zich vervolgens voor de knock-outfasen. Alle knock-outfasen, met uitzondering van de finale gaan over twee wedstrijden, waarvan één thuis en één uit. De finale kent een best-of-three opzet. Vanaf het seizoen 2015-16 wordt de competitie uitgebreid en wordt de EuroChallenge opgeheven. De winnaar promoveert naar de EuroLeague.

## De verschillende namen voor het toernooi
- 2003 tot 2008 - ULEB Cup
- 2008 tot 2016 - Eurocup
- 2016 tot 2023 - EuroCup (7DAYS EuroCup)
- 2023 tot heden - EuroCup (BKT EuroCup)

## Winnaars van de EuroCup
| Jaar | Plaats          | Winnaar                                                                     | Uitslag                                                                     | Tegenstander                                                                |                                                                             | 3e                                                                          | Uitslag                                                                     | 4e                                                                          |
| ---- | --------------- | --------------------------------------------------------------------------- | --------------------------------------------------------------------------- | --------------------------------------------------------------------------- | --------------------------------------------------------------------------- | --------------------------------------------------------------------------- | --------------------------------------------------------------------------- | --------------------------------------------------------------------------- |
| 2003 | -               | Pamesa Valencia                                                             | 168 - 154 (78-90 / 78-76)                                                   | KK Krka Novo mesto                                                          | Adecco Estudiantes Madrid DKV Joventut Badalona                             | Adecco Estudiantes Madrid DKV Joventut Badalona                             | Adecco Estudiantes Madrid DKV Joventut Badalona                             |                                                                             |
| 2004 | Charleroi       | Hapoel Jeruzalem                                                            | 83 - 72                                                                     | Real Madrid                                                                 | Adecco Estudiantes Madrid Reflex FMP Belgrado                               | Adecco Estudiantes Madrid Reflex FMP Belgrado                               | Adecco Estudiantes Madrid Reflex FMP Belgrado                               |                                                                             |
| 2005 | Charleroi       | Lietuvos rytas Vilnius                                                      | 78 - 74                                                                     | Alfa Makedonikos                                                            | KK Hemofarm Pamesa Valencia                                                 | KK Hemofarm Pamesa Valencia                                                 | KK Hemofarm Pamesa Valencia                                                 |                                                                             |
| 2006 | Charleroi       | Dinamo Moskou                                                               | 73 - 60                                                                     | Aris BC                                                                     | KK Hemofarm Hapoel Jeruzalem                                                | KK Hemofarm Hapoel Jeruzalem                                                | KK Hemofarm Hapoel Jeruzalem                                                |                                                                             |
| 2007 | Charleroi       | Real Madrid                                                                 | 87 - 75                                                                     | Lietuvos rytas Vilnius                                                      | KK FMP Belgrado UNICS Kazan                                                 | KK FMP Belgrado UNICS Kazan                                                 | KK FMP Belgrado UNICS Kazan                                                 |                                                                             |
| 2008 | Turijn          | DKV Joventut Badalona                                                       | 79 - 54                                                                     | Akasvayu Girona                                                             | Dinamo Moskou                                                               | 84 - 67                                                                     | Galatasaray Café Crown                                                      |                                                                             |
| 2009 | Turijn          | Lietuvos rytas Vilnius                                                      | 80 - 74                                                                     | Chimki Oblast Moskou                                                        | KK Hemofarm Iurbentia Bilbao Basket                                         | KK Hemofarm Iurbentia Bilbao Basket                                         | KK Hemofarm Iurbentia Bilbao Basket                                         |                                                                             |
| 2010 | Vitoria-Gasteiz | Power Electronics Valencia                                                  | 67 - 44                                                                     | Alba Berlin                                                                 | Bizkaia Bilbao Basket                                                       | 76 - 67                                                                     | Panellinios                                                                 |                                                                             |
| 2011 | Treviso         | UNICS Kazan                                                                 | 92 - 77                                                                     | Cajasol Sevilla                                                             | KK Cedevita                                                                 | 59 - 57                                                                     | Benetton Bwin Treviso                                                       |                                                                             |
| 2012 | Chimki          | Chimki Oblast Moskou                                                        | 77 - 68                                                                     | Valencia BC                                                                 | Lietuvos rytas Vilnius                                                      | 71 - 62                                                                     | Spartak Sint-Petersburg                                                     |                                                                             |
| 2013 | Charleroi       | Lokomotiv-Koeban Krasnodar                                                  | 75 - 64                                                                     | Uxue Bilbao Basket                                                          | Boedivelnik Kiev Valencia BC                                                | Boedivelnik Kiev Valencia BC                                                | Boedivelnik Kiev Valencia BC                                                |                                                                             |
| 2014 | -               | Valencia BC                                                                 | 165 - 140 (80-67 / 73-85)                                                   | UNICS Kazan                                                                 | Rode Ster Belgrado Nizjni Novgorod                                          | Rode Ster Belgrado Nizjni Novgorod                                          | Rode Ster Belgrado Nizjni Novgorod                                          |                                                                             |
| 2015 | -               | Chimki Oblast Moskou                                                        | 174 - 130 (66-91 / 83-64)                                                   | Herbalife Gran Canaria                                                      | Bandırma Banvitspor UNICS Kazan                                             | Bandırma Banvitspor UNICS Kazan                                             | Bandırma Banvitspor UNICS Kazan                                             |                                                                             |
| 2016 | -               | Galatasaray Odeabank                                                        | 140 - 133 (62-66 / 78-67)                                                   | SIG Strasbourg                                                              | Dolomiti Energia Trento Herbalife Gran Canaria                              | Dolomiti Energia Trento Herbalife Gran Canaria                              | Dolomiti Energia Trento Herbalife Gran Canaria                              |                                                                             |
| 2017 | -               | Unicaja Málaga                                                              | 2 - 1 (68-66 / 79-71 / 58-63)                                               | Valencia BC                                                                 | Hapoel Bank Yavah Jeruzalem Lokomotiv-Koeban Krasnodar                      | Hapoel Bank Yavah Jeruzalem Lokomotiv-Koeban Krasnodar                      | Hapoel Bank Yavah Jeruzalem Lokomotiv-Koeban Krasnodar                      |                                                                             |
| 2018 | -               | Darüşşafaka SK                                                              | 2 - 0 (81-78 / 67-59)                                                       | Lokomotiv-Koeban Krasnodar                                                  | FC Bayern München Grissin Bon Reggio Emilia                                 | FC Bayern München Grissin Bon Reggio Emilia                                 | FC Bayern München Grissin Bon Reggio Emilia                                 |                                                                             |
| 2019 | -               | Valencia BC                                                                 | 2 - 1 (89-75 / 92-95 / 89-63)                                               | Alba Berlin                                                                 | MoraBanc Andorra UNICS Kazan                                                | MoraBanc Andorra UNICS Kazan                                                | MoraBanc Andorra UNICS Kazan                                                |                                                                             |
| 2020 | -               | competitie gestaakt en later definitief beëindigd vanwege de Coronapandemie | competitie gestaakt en later definitief beëindigd vanwege de Coronapandemie | competitie gestaakt en later definitief beëindigd vanwege de Coronapandemie | competitie gestaakt en later definitief beëindigd vanwege de Coronapandemie | competitie gestaakt en later definitief beëindigd vanwege de Coronapandemie | competitie gestaakt en later definitief beëindigd vanwege de Coronapandemie | competitie gestaakt en later definitief beëindigd vanwege de Coronapandemie |
| 2021 | -               | AS Monaco Basket                                                            | 2 - 0 (89-87 / 83-86)                                                       | UNICS Kazan                                                                 |                                                                             | Virtus Segafredo Bologna Herbalife Gran Canaria                             | Virtus Segafredo Bologna Herbalife Gran Canaria                             | Virtus Segafredo Bologna Herbalife Gran Canaria                             |
| 2022 | Bologna         | Virtus Segafredo Bologna                                                    | 80 - 67                                                                     | Frutti Extra Bursaspor                                                      | Valencia BC MoraBanc Andorra                                                | Valencia BC MoraBanc Andorra                                                | Valencia BC MoraBanc Andorra                                                |                                                                             |
| 2023 | Las Palmas      | CB Gran Canaria                                                             | 71 - 67                                                                     | Türk Telekom BK                                                             | BK Prometej Joventut Badalona                                               | BK Prometej Joventut Badalona                                               | BK Prometej Joventut Badalona                                               |                                                                             |
| 2024 | -               | Paris Basketball                                                            | 2 - 0 (77-64 / 81-89)                                                       | JL de Bourg-en-Bresse                                                       | Beşiktaş JK London Lions                                                    | Beşiktaş JK London Lions                                                    | Beşiktaş JK London Lions                                                    |                                                                             |
| 2025 | -               | Hapoel Tel Aviv                                                             | 2 - 0 (74-65 / 103-94)                                                      | Dreamland Gran Canaria                                                      | Bahçeşehir Koleji Valencia BC                                               | Bahçeşehir Koleji Valencia BC                                               | Bahçeşehir Koleji Valencia BC                                               |                                                                             |

## Winnaars aller tijden
| Cups | Club                       | In                     | Runner-up | In         |
| ---- | -------------------------- | ---------------------- | --------- | ---------- |
| 4    | Valencia BC                | 2003, 2010, 2014, 2019 | 2         | 2012, 2017 |
| 2    | Lietuvos rytas Vilnius     | 2005, 2009             | 1         | 2007       |
| 2    | Chimki Oblast Moskou       | 2012, 2015             | 1         | 2009       |
| 1    | UNICS Kazan                | 2011                   | 2         | 2014, 2021 |
| 1    | CB Gran Canaria            | 2023                   | 2         | 2015, 2025 |
| 1    | Real Madrid                | 2007                   | 1         | 2004       |
| 1    | Lokomotiv-Koeban Krasnodar | 2013                   | 1         | 2018       |
| 1    | Hapoel Jeruzalem           | 2004                   | 0         |            |
| 1    | Dinamo Moskou              | 2006                   | 0         |            |
| 1    | DKV Joventut Badalona      | 2008                   | 0         |            |
| 1    | Galatasaray Odeabank       | 2016                   | 0         |            |
| 1    | Unicaja Málaga             | 2017                   | 0         |            |
| 1    | Darüşşafaka SK             | 2018                   | 0         |            |
| 1    | AS Monaco Basket           | 2021                   | 0         |            |
| 1    | Virtus Segafredo Bologna   | 2022                   | 0         |            |
| 1    | Paris Basketball           | 2024                   | 0         |            |
| 1    | Hapoel Tel Aviv            | 2025                   | 0         |            |
| 0    | Alba Berlin                |                        | 2         | 2010, 2019 |
| 0    | KK Krka Novo mesto         |                        | 1         | 2003       |
| 0    | Makedonikos BC             |                        | 1         | 2005       |
| 0    | Aris BC                    |                        | 1         | 2006       |
| 0    | Akasvayu Girona            |                        | 1         | 2008       |
| 0    | Cajasol Sevilla            |                        | 1         | 2011       |
| 0    | Bilbao Basket              |                        | 1         | 2013       |
| 0    | SIG Strasbourg             |                        | 1         | 2016       |
| 0    | Bursaspor                  |                        | 1         | 2022       |
| 0    | Türk Telekom BK            |                        | 1         | 2023       |
| 0    | JL de Bourg-en-Bresse      |                        | 1         | 2024       |

## Per land
| Cups | Runner-up | Land        |
| ---- | --------- | ----------- |
| 8    | 7         | Spanje      |
| 5    | 4         | Rusland     |
| 2    | 2         | Turkije     |
| 2    | 1         | Litouwen    |
| 2    | 1         | Frankrijk   |
| 2    | 0         | Israël      |
| 1    | 1         | Italië      |
| 0    | 2         | Griekenland |
| 0    | 2         | Duitsland   |
| 0    | 1         | Slovenië    |